# Eric Sardinas
Eric Sardinas (Fort Lauderdale, 10 de Novembro de 1970) é um guitarrista estadunidense de blues-rock, expert em slide, e famoso por sua Guitarra ressonadora preta, que ele chama de “El Pistola”.

## Biografia
Sardinas aprendeu a tocar guitarra com apenas sete anos de idade, ouvindo Muddy Waters, Big Bill Broonzy e Elmore James. Com quinze anos, mudou-se para Los Angeles, onde passou a tocar nas esquinas em troca de alguma grana. Em um desses "shows", ele conheceu e uniu-se ao baixista Paul Loranger e ao baterista Scott Palacios. O trio começou a se apresentar em pub's e clubes chegando a realização de aproximadamente trezentos shows por ano. Em Fevereiro de 1999, assinou contrato com a Evidence Records, pela qual lançou o álbum "Treat Me Right", que teve um excelente desempenho nas paradas de Blues e Rock'n'Roll. Em 2001, ainda pela mesma gravadora, lançou "Devil's Train", um disco com letras recheadas de bourbon, mulheres e muitos slides de altíssima velocidade.
Em 2003 assinou com a gravadora Favored Nations. Seu primeiro álbum com esta gravadora, Black Pearls (2003), alcançou a posição n.11 da parada "Top Blues Albums"
Em 2014 foi a atração principal do 1º Campinas Fest in Blues.

### Estilo
Sardinas é conhecido por apresentações explosivas em shows. Numa dessas "apresentações", em 2000, num show na Austrália, ele causou queimaduras de terceiro grau em seu pulso esquerdo.
Segundo Steve Vai, em entrevista dada a revista Guitar Player em 2005, “Eric possui uma rara combinação de agressividade e presença”.
Entre os gêneros que o inspiraram mais, Sardinas cita a música gospel, a música da R&B music, que o levou a pesquisar os sons acústicos intensos do sul dos Estados Unidos. Entre seus artistas favoritos, e aqueles que mais o influenciou cita a Charlie Patton, Son House, Robert Johnson, Skip James, Bukka White, Big Bill Broonzy, Elmore James, Muddy Waters e Fred McDowell.
Os solos que Eric tira de seu instrumento são verdadeiras misturas do Delta blues com o Rock'n'Roll.

## Discografia

### Solo
- 1999 - Treat Me Right
- 2000 - Angel Face (EP)
- 2001 - Devil's Train
- 2003 - Black Pearls

### Com a bandaBig Motor
- 2008 - Eric Sardinas and Big Motor (2008)
- 2011 - Sticks & Stones (2011)
- 2014 - Boomerang

### Participações
- 2002 - Canção "Ride On Josephine", do álbum tribute "Hey Bo Diddley - A Tribute!".
- 2003 - Eric participou do álbum Live at the Astoria, London, do Steve Vai (canção The Attitude Song).